# سیارک ۹۴۲۱
سیارک ۹۴۲۱ (به انگلیسی: 9421 Violilla، نامگذاری:1995YM2) نه هزار و چهارصد و بیست و یکمین سیارک کشف شده‌است که در ۲۴ دسامبر ۱۹۹۵ کشف شد.
قدر مطلق سیارک برابر ۱۵٫۲۰ است.